# Jie Shun
Jie Shun là một tàu chở hàng của Bắc Triều Tiên được đóng vào năm 1986. Con tàu treo cờ Campuchia và coi Phnom Penh là cảng nhà.

## Tình trạng
Theo một cuộc điều tra của Liên Hợp Quốc, khung của Jie Shun đã bị ăn mòn nghiêm trọng khi nó bị thu giữ vào năm 2016, và hệ thống khử muối không còn hoạt động.

## Đăng ký
Jie Shun đã được đăng ký tại Campuchia, nơi đóng vai trò như một lá cờ thuận tiện, và thường xuyên vô hiệu hóa bộ phát tín hiệu của nó để tránh gây ra sự chú ý. Vào năm 2014, con tàu được cho là thuộc sở hữu của công ty và công dân Trung Quốc Sun Sidong, cũng là cổ đông chính của Dandong Dongyuan Industrial.

## Xử phạt vi phạm
Jie Shun rời Haeju, Bắc Triều Tiên vào ngày 23 tháng 7 năm 2016, với một thủy thủ đoàn gồm 23 người, bao gồm cả một chính ủy.  Vào tháng 8 năm 2016, Jie Shun bị chính quyền Ai Cập giam giữ tại vùng biển Ai Cập trước khi quá cảnh kênh đào Suez, hành động dựa trên thông tin do Cộng đồng Tình báo Hoa Kỳ cung cấp. Jie Shun bị phát hiện đang vận chuyển quặng sắt và 30.000 lựu đạn phóng tên lửa PG-7, vi phạm lệnh trừng phạt của Liên Hợp Quốc. Một cuộc điều tra của Liên Hợp Quốc sau đó đã phát hiện ra rằng Bắc Triều Tiên đã cố gắng vận chuyển các khí tài quân sự bị cấm cho Lực lượng vũ trang Ai Cập.  Trị giá lô hàng ước tính khoảng 23 triệu USD.